# 짧은꼬리오징어목
짧은꼬리오징어목 또는 세피올라목(Sepiolida)은 갑오징어목과 밀접한 관계에 있는 두족류 분류의 하나이다. 짧은꼬리오징어목은 갑오징어보다는 더 둥근 외투막을 가지고 있는 경향이 있으며, 오징어뼈는 없다. 빨판이 있는 8개의 다리와 2개의 촉수를 가지고 있으며, 일반적으로 아주 작다.(보통 수컷의 외투막 길이는 보통 1에서 8 cm 사이이다.) 세피올라류는 태평양과 인도양 일부의 얉은 해안가에서 살고 있으며, 그리고 남아프리카에서 떨어진 케이프 반도의 서쪽 해안가의 얉은 물에서도 산다. 갑오징어처럼, 외투막의 지느러미 또는 제트 추진을 통해 헤엄을 칠 수 있다.

## 분류

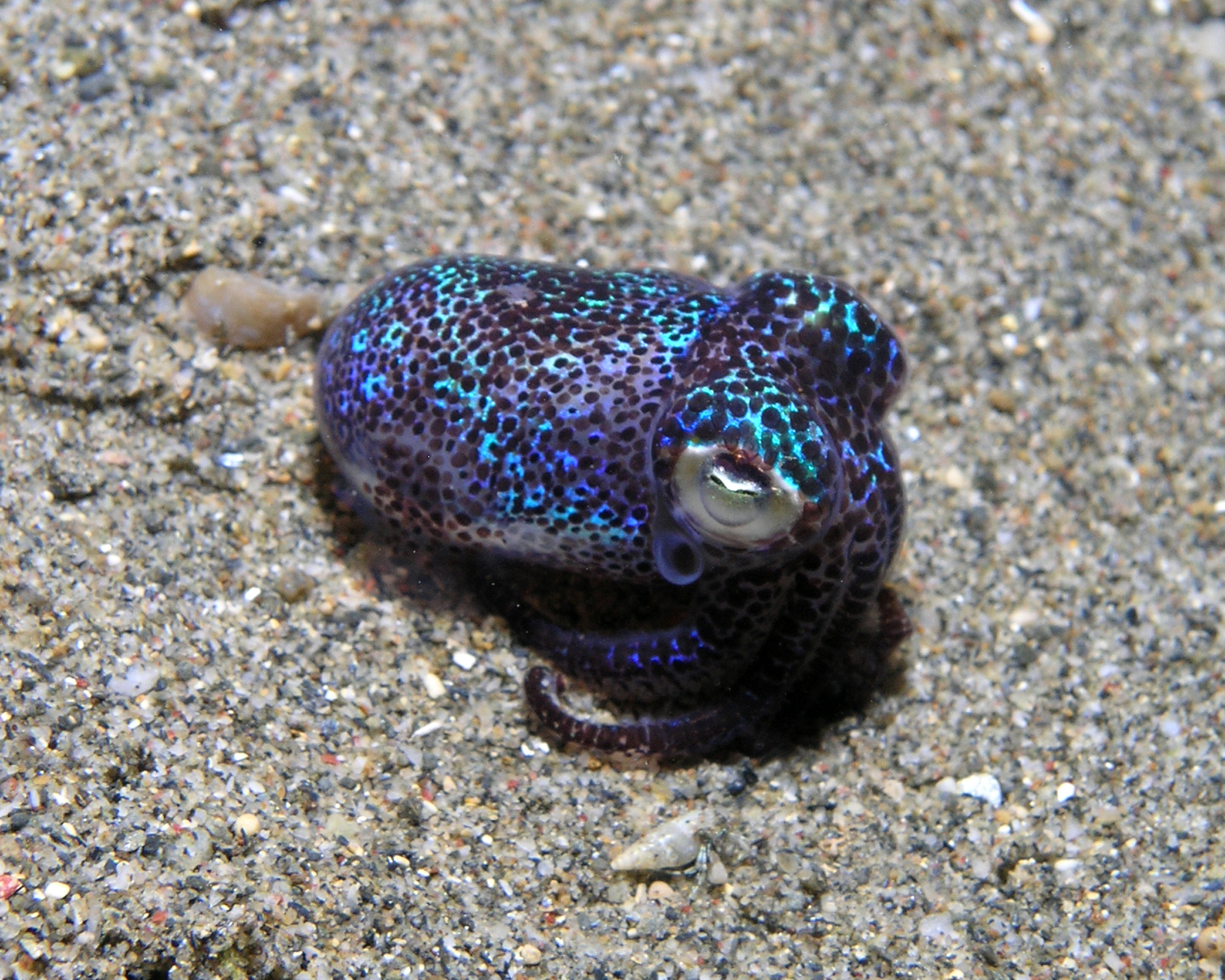
동티모르의 Euprymna berryi

짧은꼬리오징어목은 약 70여 종이 알려져 있다. 초형아강 두족류로 분류하고 있는 짧은꼬리오징어목 분류는 현재 논란이 되고 있으며, 추후 변경이 될 수도 있다.
- 두족강 (Cephalopoda)
  - 앵무조개아강 (Nautiloidea)
  - 초형아강 (Coleoidea) - 오징어, 문어, 갑오징어
    - 십완상목 (Decapodiformes)
      -  ? † Boletzkyida
      - 스피룰라목 (Spirulida)
      - 갑오징어목 (Sepiida) - 갑오징어
      - 짧은꼬리오징어목 또는 세피올라목(Sepiolida)
        - 꼬마오징어과 (Idiosepiidae)
        - 짧은꼬리오징어과 또는 귀오징어과 (Sepiolidae)

      - 살오징어목 (Teuthida) - 살오징어

    - 팔완상목 (Octopodiformes)